# Daphnis nigra
Daphnis nigra är en fjärilsart som beskrevs av Schmidt 1914. Daphnis nigra ingår i släktet Daphnis och familjen svärmare. Inga underarter finns listade i Catalogue of Life.